# Technológiai park
A kereskedelmi ingatlanok egy csoportja, olyan létesítmény vagy terület, amely támogatja és előmozdítja a technológiai fejlődést és az ipar 4.0 folyamatokat, többek között a kutatás és a technológiai vállalatok vonzása révén. A technológiai parkok célja a tudásintenzív technológiai innováció előmozdítása és a tudásalapú gazdaság elősegítése. Olyan környezetet és ökoszisztémát biztosítanak (pl. kutatóintézetek és egyetemek közelsége), amely kedvez az innovációnak, a tudásalapú munkának és a kutatás-fejlesztés tevékenységeknek.

## További definíciók
Ugyan a fenti megfogalmazás helytálló, a technológiai parkok nem rendelkeznek egységes definícióval, típusai, megnevezései eltérhetnek, létrejöttük időpontja és a regionális különbségek miatt.
Magyarországon a „161/2023. (IV. 28.) Korm. rendelet a tudományos és innovációs, a technológiai, az ipari és a logisztikai parkokról” fogalmaz meg jogszabályi szintű definíciót a technológiai parkokra vonatkozóan: „ipari és vállalati bázisú, technológiai intenzív fejlesztési tevékenységekre építő, elsősorban technológiai verseny által vezérelt olyan infrastruktúrával ellátott terület, ahol különösen a vállalati környezetben kialakított kompetenciák, szolgáltatások – fejlesztő és gyártó központokon, inkubátorokon keresztül – elérhetővé válnak a piac, az ipar és a tudomány számára, továbbá az ipari, kutatási és egyetemi szereplők között integrált az együttműködés”. Továbbá a technológiai park címre pályázó szervezetnek rendelkeznie kell fennálló együttműködési vagy kutatási szerződéssel felsőoktatási intézménnyel vagy a tudományos K+F törvény szerinti kutatóhellyel, és a park területére betelepült vállalkozások közül legalább háromnak együtt kell működnie KFI tevékenység végzésében.
A Tudományos Parkok Nemzetközi Szövetsége (IASP) szerint a technológiai park olyan szervezet, amelyet szakosodott szakemberek irányítanak, és amelynek fő célja a közösség jólétének javítása az innovációs kultúra, valamint a kapcsolódó vállalkozások és tudásalapú intézmények versenyképességének előmozdítása révén.
Az UNESCO definíciója alapján a „tudományos és technológiai park” kifejezés bármilyen csúcstechnológiai csoportosulást magában foglalhat. Ennek köszönhetően számos megnevezés elfogadott; technopolisz, kiberpark, hi tech (ipari) park, innovációs központ, K+F park, egyetemi kutatási park, kutatási és technológiai park, tudományos és technológiai park, technológiai inkubátor, technopark.
Az 1994-ben alapított magyarországi Ipari-, Tudományos Innovációs és Technológiai Parkok Egyesület (IPE) definíciója szerint a tudományos és technológiai parkok elsődlegesen tudásintenzív, technológiai innovációval foglalkozó vállalkozások fejlődésének elősegítésére létrejött, legalább 10 hektár nagyságú területek, amelyeken legalább 5 vállalat működik, összesen legalább 75 munkavállalót foglalkoztatva.

## Célok
A technológiai parkok kiemelt céljaiként az alábbiak határozhatók meg:
- A regionális gazdasági fejlődés katalizálása, az ipari növekedés, az üzleti fejlődés előmozdítása a foglalkoztatás és a termelés tekintetében;
- A technológiai alapú vállalatok létrehozásának és fejlesztésének elősegítése;
- Az egyetemek és vállalatok közötti tudásátadás megkönnyítése.

## Alapvető jellemzők
Bár a technológiai parkok eltérőek lehetnek, az alábbi, alapvető jellemzők megegyeznek:
- Irányításukat egy menedzsment végzi, amelynek feladatai eltérőek lehetnek, de legalább az ingatlankezelésre, bérbeadásra ki kell terjednie.
- A bérlők fő tevékenységeinek ki kell terjedniük a kutatás-fejlesztésre és az innovációra. Hasznos néhány kutatóintézetet is bevonni egy tudományos/technológiai parkba, de nem feltétlenül szükséges.
- A technológiai parkoknak a tudáscserét, a technológia terjesztését és az innovációt elősegítő irányítási stratégiákat kell megcéloznia, emellett ösztönözhetik és támogathatják a vállalatok indulótevékenységét és az inkubációs tevékenységeket is.

## Kapcsolódó fogalmak[5]

### Technológiai pólus
Míg a technológiai park fogalma elsősorban az innováció fogalmához kapcsolódik, addig a technológiai pólus kifejezés a regionális fejlesztéshez kötődik, és inkább a terület- és városfejlesztés terminológiájában terjedt el, a technológia átadásához, nem feltétlenül a csúcstechnológiákhoz kötődően.

### Technopolisz
A technológiai park és a technológiai pólus metszete, egyidejűleg lehet az innováció és a regionális fejlesztés alkalmas eszköze. A technopolisz tágabb abban az értelemben is, hogy inkább az egész városra és vonzáskörzetére terjed ki, nem pedig egyetlen ingatlanra.

### Innovációs központ
Az innovációs központ az új termékek és technikai eljárások kifejlesztésével, marketingjével foglalkozó kezdő vállalkozások, startupok igényeinek kielégítését tűzi ki célul.

### Technológiai irodapark
A hagyományos technológiai parkoktól a technológiai irodaparkokat jellemzően a városon belüli, kiemelt lokáció, a hangsúlyosan megjelenő humánerőforrás-szempontok (munkavállalói jóllét, networking) és a modern, a bérlői igényekre szabott irodai infrastruktúra választja el.

## Történelmi háttér

### Globális tendenciák
A technológiai parkok jelensége az 1950-es évekre vezethető vissza: a legtöbben az Egyesült Államokban található, kaliforniai Stanford Egyetemhez kapcsolódó Stanford Research Parkot tekintik az első technológiai parknak. 1960 előtt további négy másik projektet alapítottak az USA-ban, köztük az észak-karolinai Research Triangle Parkot, amely az első "központ típusú" projekt.
Az Egyesült Államokban megindult trend nagy figyelmet keltett Európában és a világ más részein is, így nem kellett sokáig várni az első európai tudományos parkok létrehozására. Míg az 1960-as években Svédország és az Egyesült Királyság is létrehozta első parkjait, az 1970-es évekre további technológiai parkokat hoztak létre Belgiumban, Japánban, Dél-Koreában, Tajvanon és számos más országban, összesen mintegy 50 projektet 13 országban. Ezt követően az 1980-as évektől kezdve az egész világon robbanásszerűen megnőtt a technológiai parkok létesítése, 1990-re pedig már több mint 1 000 park létezett világszerte.

### Technológiai parkok Magyarországon
Magyarországon 2008–2010-re az iparipark-rendszer jelentősen túlfejlődött, amely modellváltást tett szükségessé. Ennek nyomán a 2010-es évek elején kerültek fókuszba a tudományos és technológiai parkok a tradicionális ipari parkokkal szemben, Magyarország globális versenyképességének erősítése, a külföldi befektetők bevonzása érdekében. Az első olyan tudományos / technológiai parknak, amelynél az előfeltételek, a környezet és háttérintézmények kedvezőek a kollektív tanulási folyamat kialakulásához, az 1990-es végén megkezdett, teljes egészében 2009-ben átadott Infopark bizonyult, amelyet számos technológiai park és annak alkategóriáiba sorolható létesítmény követett. Jelenleg mintegy 20 technológiai park működik Magyarországon.